# Alex Schulman
Carl Magnus Alexander „Alex” Schulman (Hemmesdynge, Svédország, 1976. február 17.) svéd író, újságíró, blogger.
A nemzetközi elismerést A túlélők című regénye (Överlevarna, 2020) hozta meg számára.

## Életpályája
Allan Schulman finn-svéd újságíró, rádió- és tv-szerkesztő, producer, valamint Lisette Schulman (született Stolpe) televíziós műsorvezető fia. Anyai ágon Sven Stolpe (1905–1996) író, kritikus unokája. Két testvére van: Niklas Schulman és Carl Johan (Calle), utóbbival együtt vezeti a Schulmangruppen (Schulman-Group) vállalatot. Apja első házasságából négy idősebb féltestvére is van.
A Stockholmi Egyetemen filmet, irodalomtudományt és filozófiát tanult.
Karrierje 2005-ben egy weboldal létrehozásával kezdődött, 2006-ban blogot indított. 
Egy helyi újságnál filmkritikusként dolgozott, majd az SDI médiánál volt fordító. 2009 és 2011 között vezette első talkshow-ját, amelyet az Aftonbladet (népszerű svéd lap) weboldalán keresztül sugárzott. A műsort 2012-ben a televízió is átvette, a svéd 5-ös csatorna sugározta. 2016 júliusa óta hetente jelentkezik rovata az Expressen című délutáni lapban.

## Magánélet
2010 óta házastársa Amanda Schulman (született Widell), a párnak két közös lánya és egy fia van. Alex Schulman korábban kétszer volt házas, Katrin Zytomierskával és Olivia Riekével. Írói karrierje mellett Sigge Eklund íróval közösen egy népszerű podcastot is vezet (Alex & Sigge).

## Művei
- 2007 – Privat: mejlkorrespondens (Carolina Gynning-gal), Damm
- 2009 – Skynda att älska [címe angolul: Hurry to Love], Forum
- 2010 – Bajsfesten, Rabén & Sjögren
- 2011 – Att vara med henne är som att springa uppför en sommaräng utan att bli det minsta trött [címe angolul: To be with Her], Piratförlaget
- 2015 – Tid: livet är inte kronologiskt (Sigge Eklund-dal), Bookmark Förlag
- 2016 – Glöm míg, [címe angolul: Forget Me], Bookmark Förlag
- 2017 – Rum: en roadtrip genom psyket (Sigge Eklund-dal), Bookmark Förlag
- 2018 – Bränn alla mina brev [címe angolul: Burn All My Letters], Bookmark Förlag
- 2020 – Överlevarna, Albert Bonniers Förlag
- 2022 – Malma station, Albert Bonniers Förlag

### Magyarul
- A túlélők (Överlevarna); ford. Papolczy Péter. Budapest, Athenaeum Kiadó, 2021, ISBN 9789635430635
- Az állomás (Malma station); ford. Papolczy Péter. Budapest, Athenaeum Kiadó, 2023, ISBN 9789635432936

## Fordítás
- Ez a szócikk részben vagy egészben  a   cikk címe című angol Wikipédia-szócikk ezen változatának fordításán alapul.  Az eredeti cikk szerkesztőit annak laptörténete sorolja fel. Ez a jelzés csupán a megfogalmazás eredetét és a szerzői jogokat jelzi, nem szolgál a cikkben szereplő információk forrásmegjelöléseként.